# Carolina Marín
Pour les articles homonymes, voir Marín.
Carolina Marín, née le 15 juin 1993 à Huelva en Andalousie est une joueuse de badminton espagnole. 
Championne Olympique en 2016, 3 fois championne du monde et 8 fois championne d'Europe en Simple Dames.
En avril 2014, elle devient à vingt ans la plus jeune championne d'Europe de l'histoire. En août 2014, elle devient la première championne du monde espagnole de l'histoire en battant la championne olympique en titre chinoise Li Xuerui. 

En 2015, elle remporte le prestigieux Open d'Angleterre et elle devient numéro 1 mondiale. Elle conserve son titre mondial en 2015 puis son titre européen en 2016, avant de remporter l'été suivant la médaille d'or aux Jeux olympiques de Rio. 

En 2018, elle est championne du monde pour la troisième fois.

## Carrière
Carolina Marín ambitionne de « remporter une médaille aux Jeux olympiques, d'être championne du monde et d'Europe et de devenir numéro un mondial ». Une partie de ses ambitions se réalisent en 2014.
Carolina Marín commence le badminton en 2001 à Huelva. Sa carrière internationale commence lors du Brussels International U15 en 2005. Elle intègre l'équipe d'Espagne en 2007.
En 2009, elle devient la première joueuse espagnole de badminton à remporter une médaille d'argent aux Championnats d'Europe Juniors et une médaille d'or aux Championnats d'Europe U17.
En 2012, elle participe au tournoi olympique de badminton aux Jeux olympiques de Londres où elle échoue en phase de poules.
Elle est également la première Espagnole à avoir remporté un tournoi Grand Prix en 2013 à Londres.

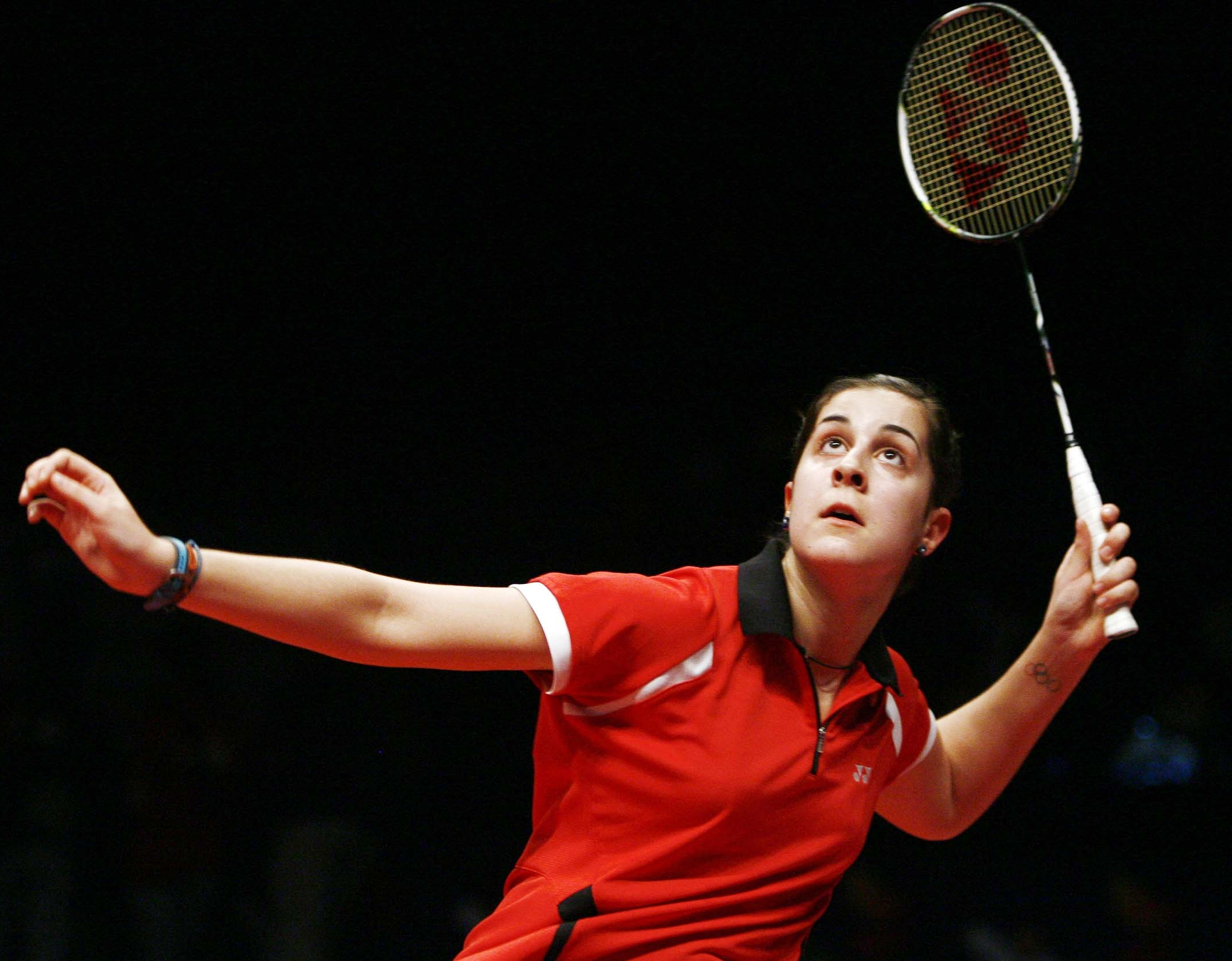
Carolina Marín en 2013.

En avril 2014, elle devient à 21 ans la plus jeune championne d'Europe de l'histoire de cette compétition. Quelques semaines plus tard, en août, elle réalise un exploit monumental en devenant championne du monde en battant en finale la championne olympique en titre et numéro un mondiale Li Xuerui. Cela faisait 15 ans qu'aucune Européenne n'avait remporté cette épreuve.
Le 8 mars 2015, elle remporte l'Open d'Angleterre (All England Open).
Le 5 avril 2015, elle gagne l'Open de Malaisie en battant la championne olympique Li Xuerui en finale.
Le 31 mai 2015, elle remporte l'Open d’Australie contre Shixian Wang.
Carolina Marín devient numéro 1 mondiale le 11 juin 2015.
Le 16 août 2015, elle remporte pour la deuxième fois le championnat du monde en battant la nº2 mondiale Saina Nehwal.
Le 25 octobre 2015, elle remporte les Open de France de badminton à Paris.
Le 1er mai 2016, Carolina Marín remporte pour la deuxième fois consécutive le Championnat d'Europe en battant en finale l'Écossaise Kirsty Gilmour.
En août 2016, elle participe au tournoi olympique de badminton aux Jeux olympiques de Rio. Le 19 août, elle remporte la médaille d'or en battant en finale l'Indienne Pusarla V. Sindhu et devient la première Européenne championne olympique.
Le 30 avril 2017, elle remporte pour la troisième fois consécutive le Championnat d'Europe.
Le 29 avril 2018 à Huelva, sa ville natale, elle remporte pour la quatrième fois consécutive le Championnat d'Europe.
Le 5 août 2018, elle est championne du monde pour la troisième fois. Elle est la seule joueuse de l'histoire à posséder trois titres mondiaux.
Carolina Marín participe au Masters de Malaisie et au Masters d'Indonésie en janvier 2019, où elle échoue par deux fois en finale. Elle ne jouera plus jusqu'à septembre, en raison d'une déchirure du ligament croisé du genou droit. Cependant, cette blessure arrive pendant la phase de qualifications des Jeux olympiques de Tokyo, et à peine un an avant ces Jeux (qui seront finalement repoussés avec la crise du Covid). 

Elle participe à l'Open du Vietnam en septembre 2019, mais perd dès le premier tour. Elle se relance la semaine suivante à l'Open de Chine, qu'elle gagne. Elle participe ensuite à divers tournois, avec peu voire pas de pauses entre chaque compétition. En mars 2020, elle participe à l'Open d'Angleterre, puis arrête les compétitions. En effet, elle vient de se blesser le genou gauche. Tenante du titre, elle est obligée de déclarer forfait pour les Jeux de Tokyo en raison d'une rupture des ligaments d'un genou.
Elle revient sur le BWF World Tour avec l'Open du Danemark en octobre 2020, où elle arrive en finale. Elle participe également à l'Open d'Allemagne deux semaines après, où elle perd en demi-finale contre Kirsty Gilmour.
En 2021, elle commence son année en remportant l'Open de Thaïlande sans perdre un seul set. 

Elle arrive également en finale du BWF World Tour Finals, en sortant deuxième de sa poule et en perdant contre Tai Tzu-ying, contre qui elle avait gagné une semaine auparavant. 

En mars 2021, elle remporte l'Open de Suisse où elle n'a été mise en difficulté qu'en demi-finale. 

En avril, elle remporte les Championnats d'Europe 2021 où elle gagne encore sans perdre un seul set. 

Elle prend ensuite une période de repos jusqu'en 2022, après avoir subi une deuxième rupture des ligaments du genou.
Elle revient sur le World Tour en avril 2022, pour les Championnats d'Europe, qu'elle remporte, en ne perdant qu'un set en quart de finale. 

Elle participe ensuite en juin à l'Open d'Indonésie et l'Open de Malaisie où elle sort dès le deuxième tour. 

Elle se présente en août aux Championnats du monde de badminton 2022 où elle perd en quart de finale contre Akane Yamaguchi. 

Elle finit ensuite son année avec de nombreux tournois, d'août à décembre.
Pour débuter son année 2023, elle participe à l'Open de Malaisie, l'Open d'Inde, l'Open d'Indonésie , l'Open d'Angleterre et le Masters d'Espagne. Elle gagne ensuite son premier tournoi de l'année en avril avec le Masters d'Orléans. 

Elle enchaîne ensuite durant l'année les tournois, où elle arrive fréquemment en quart de finale, demi-finale, et finale. 

En juin, aux Jeux Européens, qui font office de Championnats d'Europe, elle remporte encore une fois le titre, en ne laissant qu'un seul set lors du tournoi. 

En décembre, elle participe aux World Tour Finals, où elle s'incline en demi-finale contre Chen Yufei sur un score de 17/21, 21/19, 13/21.
Elle ne débute son année 2024 qu'avec l'Open de France en mars, où elle perd dès le premier tour en trois sets contre Beiwen Zhang. La semaine suivante, elle remporte l'un des plus prestigieux tournois du circuit, l'Open d'Angleterre. Elle enchaîne deux jours plus tard avec le tournoi de l'Open de Suisse, qu'elle remporte également. 

Début avril, elle se présente aux Championnats d'Europe qu'elle gagne sans concéder un set.
Lors des Jeux olympiques d'été de 2024 à Paris, elle se blesse en demi-finale et abandonne face à la chinoise He Bingjiao.

## Palmarès international

### Championnats internationaux
Carolina Marin est en 2024 la joueuse la plus titrée en simple dames aux championnats du monde et aux championnats d'Europe. Elle fait partie des trois joueuses à la fois championnes du monde et championnes olympiques, avec Susi Susanti et Zhang Ning (cette dernière a toute fois remporté deux fois les Jeux Olympiques). 
| Année                 | Compétition           | Adversaire             | Score             | Résultat  |
| --------------------- | --------------------- | ---------------------- | ----------------- | --------- |
| Jeux olympiques       |                       |                        |                   |           |
| 2016                  | Jeux Olympiques       | Pusarla Venkata Sindhu | 19-21 21-12 21-15 | Vainqueur |
| Championnats du monde |                       |                        |                   |           |
| 2014                  | Championnats du monde | Li Xuerui              | 17-21 21-17 21-18 | Vainqueur |
| 2015                  | Championnats du monde | Saina Nehwal           | 21-16 21-19       | Vainqueur |
| 2018                  | Championnats du monde | Pusarla Venkata Sindhu | 21-19 21-10       | Vainqueur |
| 2023                  | Championnats du monde | An Se-young            | 12-21 10-21       | Finaliste |
| Championnats d'Europe |                       |                        |                   |           |
| 2014                  | Championnat d'Europe  | Anna Thea Madsen       | 21-09 14-21 21-08 | Vainqueur |
| 2016                  | Championnats d'Europe | Kirsty Gilmour         | 21-12 21-18       | Vainqueur |
| 2017                  | Championnat d'Europe  | Kirsty Gilmour         | 21-14 21-12       | Vainqueur |
| 2018                  | Championnat d'Europe  | Evgeniya Kosetskaya    | 21-15 21-07       | Vainqueur |
| 2021                  | Championnat d'Europe  | Line Christophersen    | 21-13 21-18       | Vainqueur |
| 2022                  | Championnat d'Europe  | Kirsty Gilmour         | 21-10 21-12       | Vainqueur |
| 2024                  | Championnat d'Europe  | Kirsty Gilmour         | 21-11 21-18       | Vainqueur |
| Jeux européens        |                       |                        |                   |           |
| 2023                  | Jeux européens        | Mia Blichfeldt         | 21-15 21-14       | Vainqueur |

### Championnats internationaux junior et cadet
| Année                       | Compétition                 | Adversaire       | Score             | Résultat  |
| --------------------------- | --------------------------- | ---------------- | ----------------- | --------- |
| Championnat d'Europe junior |                             |                  |                   |           |
| 2011                        | Championnat d'Europe junior | Beatriz Corrales | 21-14 23-21       | Vainqueur |
| 2009                        | Championnat d'Europe junior | Anne Hald        | 21-18 10-21 10-21 | Finaliste |
| Championnat d'Europe U17    |                             |                  |                   |           |
| 2009                        | Championnat d'Europe U17    | Neslihan Yigit   | 21-09 21-03       | Vainqueur |

### Tournois duBWF World Tour
Le système du BWF World Tour est mis en place à partir de 2018. Avant cette date, les compétiteurs jouaient avec le système des BWF Super Series et BWF Grand Prix.
Elle a remporté au cours de sa carrière plus d'une vingtaine de tournois. 
| Année                   | Compétition                                  | Adversaire               | Score             | Résultat  |
| ----------------------- | -------------------------------------------- | ------------------------ | ----------------- | --------- |
| World Tour Finals       |                                              |                          |                   |           |
| 2023                    | BWF World Tour Finals 2023                   | Tai Tzu-ying             | 12-21 21-14 21-18 | Finaliste |
| 2021                    | BWF World Tour Finals 2020                   | Tai Tzu-ying             | 21-14 08-21 19-21 | Finaliste |
| Super 1000              |                                              |                          |                   |           |
| 2024                    | Open d'Angleterre                            | Akane Yamaguchi          | 26-24 11-01       | Vainqueur |
| 2023                    | Open d'Indonésie                             | Chen Yufei               | 18-21 19-21       | Finaliste |
| 2021                    | Open de Thaïlande                            | Tai Tzu-ying             | 21-09 21-16       | Vainqueur |
| 2019                    | Open de Chine                                | Tai Tzu-ying             | 14-21 21-17 21-18 | Vainqueur |
| 2018                    | Open de Chine                                | Chen Yufei               | 21-18 21-13       | Vainqueur |
| Super 750               |                                              |                          |                   |           |
| 2023                    | Open du Danemark                             | Chen Yufei               | 14-21 19-21       | Finaliste |
| 2022                    | Open de France                               | He Bingjiao              | 21-16 09-21 20-22 | Finaliste |
| 2020                    | Open du Danemark                             | Nozomi Okuhara           | 19-21 17-21       | Finaliste |
| 2019                    | Open de France                               | An Se-young              | 21-16 18-21 05-21 | Finaliste |
| 2018                    | Open du Japon                                | Nozomi Okuhara           | 21-19 17-21 21-11 | Vainqueur |
| Super 500               |                                              |                          |                   |           |
| 2023                    | Masters d'Indonésie                          | An Se-young              | 18-21 21-18 21-13 | Finaliste |
| 2020                    | Masters de Malaisie                          | Ratchanok Intanon        | 19-21 21-11 18-21 | Finaliste |
| 2019                    | Masters d'Indonésie                          | Saina Nehwal             | 04-10             | Finaliste |
| 2019                    | Masters de Malaisie                          | Ratchanok Intanon        | 09-21 20-22       | Finaliste |
| Super 300               |                                              |                          |                   |           |
| 2024                    | Suisse Open de Suisse                        | Gregoria Mariska Tunjung | 21-19 13-21 22-20 | Vainqueur |
| 2023                    | Masters d'Orléans                            | Beiwen Zhang             | 25-23 09-21 21-10 | Vainqueur |
| 2021                    | Suisse Open de Suisse                        | Pusarla Venkata Sindhu   | 21-12 21-05       | Vainqueur |
| 2020                    | Masters d'Espagne                            | Pornpawee Chochuwong     | 21-11 16-21 18-21 | Finaliste |
| 2019                    | Championnat International Ecogreen Syed Modi | Phittayaporn Chaiwan     | 21-12 21-16       | Vainqueur |
| International Challenge |                                              |                          |                   |           |
| 2019                    | Championnat International d'Italie           | Rituparna Das            | 21-19 21-14       | Vainqueur |

### Tournois duBWF Super SeriesetBWF Grand Prix
Le système des BWF Super Series et BWF Grand Prix est mis en place de 2007 à 2017. Après 2017, les compétiteurs jouent avec le système du BWF World Tour.
| Année                    | Compétition                            | Adversaire           | Score             | Résultat  |
| ------------------------ | -------------------------------------- | -------------------- | ----------------- | --------- |
| BWF Super Series Premier |                                        |                      |                   |           |
| 2017                     | Open de Malaisie                       | Tai Tzu-ying         | 25-23 20-22 13-21 | Finaliste |
| 2015                     | Open de Malaisie                       | Li Xuerui            | 19-21 21-19 21-17 | Vainqueur |
| 2015                     | Open d'Angleterre                      | Saina Nehwal         | 16-21 21-14 21-07 | Vainqueur |
| BWF Super Series         |                                        |                      |                   |           |
| 2017                     | Open du Japon                          | He Bingjiao          | 23-21 21-12       | Finaliste |
| 2017                     | Open de Singapour                      | Tai Tzu-ying         | 15-21 15-21       | Finaliste |
| 2017                     | Open d'Inde                            | Pusarla Sindhu       | 19-21 16-21       | Finaliste |
| 2015                     | Open de Hong Kong                      | Nozomi Okuhara       | 21-17 18-21 22-20 | Vainqueur |
| 2015                     | Open de France                         | Wang Shixian         | 21-18 21-10       | Vainqueur |
| 2015                     | Open d'Australie                       | Wang Shixian         | 22-20 21-18       | Vainqueur |
| 2014                     | Open d'Australie                       | Saina Nehwal         | 18-21 11-21       | Finaliste |
| BWF Grand Prix           |                                        |                      |                   |           |
| 2017                     | Open d'Allemagne                       | Akane Yamaguchi      | -                 | Finaliste |
| 2015                     | Open d'Allemagne                       | Sung Ji-hyun         | 15-21 21-14 06-21 | Finaliste |
| 2015                     | Championnat International d'Inde       | Saina Nehwal         | 21-19 23-25 16-21 | Finaliste |
| 2013                     | Grand Prix d'Ecosse                    | Kirsty Gilmour       | 21-14 11-21 21-13 | Vainqueur |
| 2013                     | Grand Prix de Londres                  | Kirsty Gilmour       | 21-19 21-09       | Vainqueur |
| International Challenge  |                                        |                      |                   |           |
| 2014                     | Open d'Espagne                         | Kirsty Gilmour       | 19-21 18-21       | Finaliste |
| 2013                     | Championnat International d'Italie     | Sabrina Jacquet      | 21-15 21-14       | Vainqueur |
| 2013                     | Open d'Espagne                         | Beatriz Corrales     | 19-21 18-21       | Finaliste |
| 2013                     | Open de Finlande                       | Beatriz Corrales     | 21-10 21-15       | Vainqueur |
| 2013                     | Championnat International de Stockholm | Nicole Schaller      | 21-06 21-10       | Vainqueur |
| 2011                     | Championnat International d'Irlande    | Pai Hsiao Ma         | 12-21 21-19 21-07 | Finaliste |
| 2011                     | Open d'Espagne                         | Olga Konon           | 21-13 21-14       | Vainqueur |
| 2011                     | Championnat International du Maroc     | Inconnu              | Inconnu           | Vainqueur |
| 2010                     | Championnat International d'Italie     | Olga Konon           | 20-22 14-21       | Finaliste |
| 2010                     | Championnat International de Chypre    | Olga Golovanova      | 21-12 25-27 21-14 | Vainqueur |
| 2010                     | Championnat International d'Ouganda    | Kerry-Lee Harrington | 21-13 21-07       | Vainqueur |
| 2009                     | Championnat International d'Irlande    | Rachel Van Cutsen    | 22-24 21-14 21-16 | Vainqueur |
| 2009                     | Championnat international de Chypre    | Spela Silvester      | 21-23 21-23       | Finaliste |

Elle est par ailleurs championne d'Espagne chaque année depuis 2009.